# Bergsätter
Bergsätter är en stadsdel i Motala, Motala kommun. Den ligger i stadens nordöstra del, vid infarten av riksväg 34. Bergsätters gård har gett området sitt namn. Till stadsdelen hör även ett industriområde där det bland annat ligger ett kraftvärmeverk.